# ロラゼパム

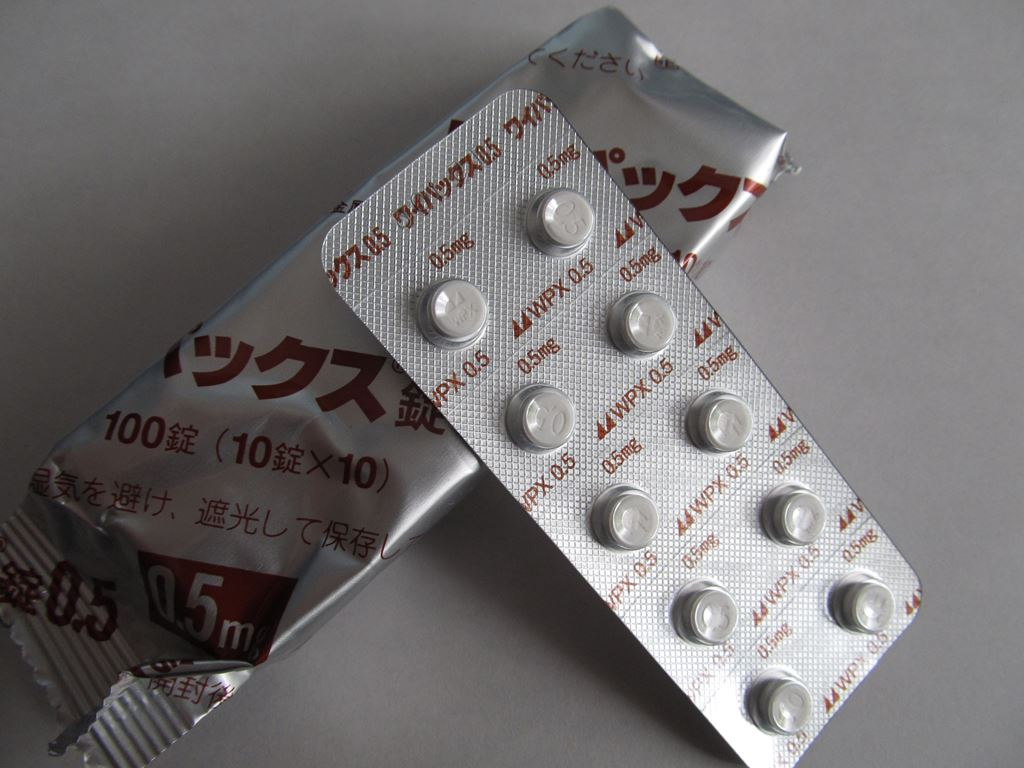
ワイパックス。Pfizer Inc. 0.5 mg 錠

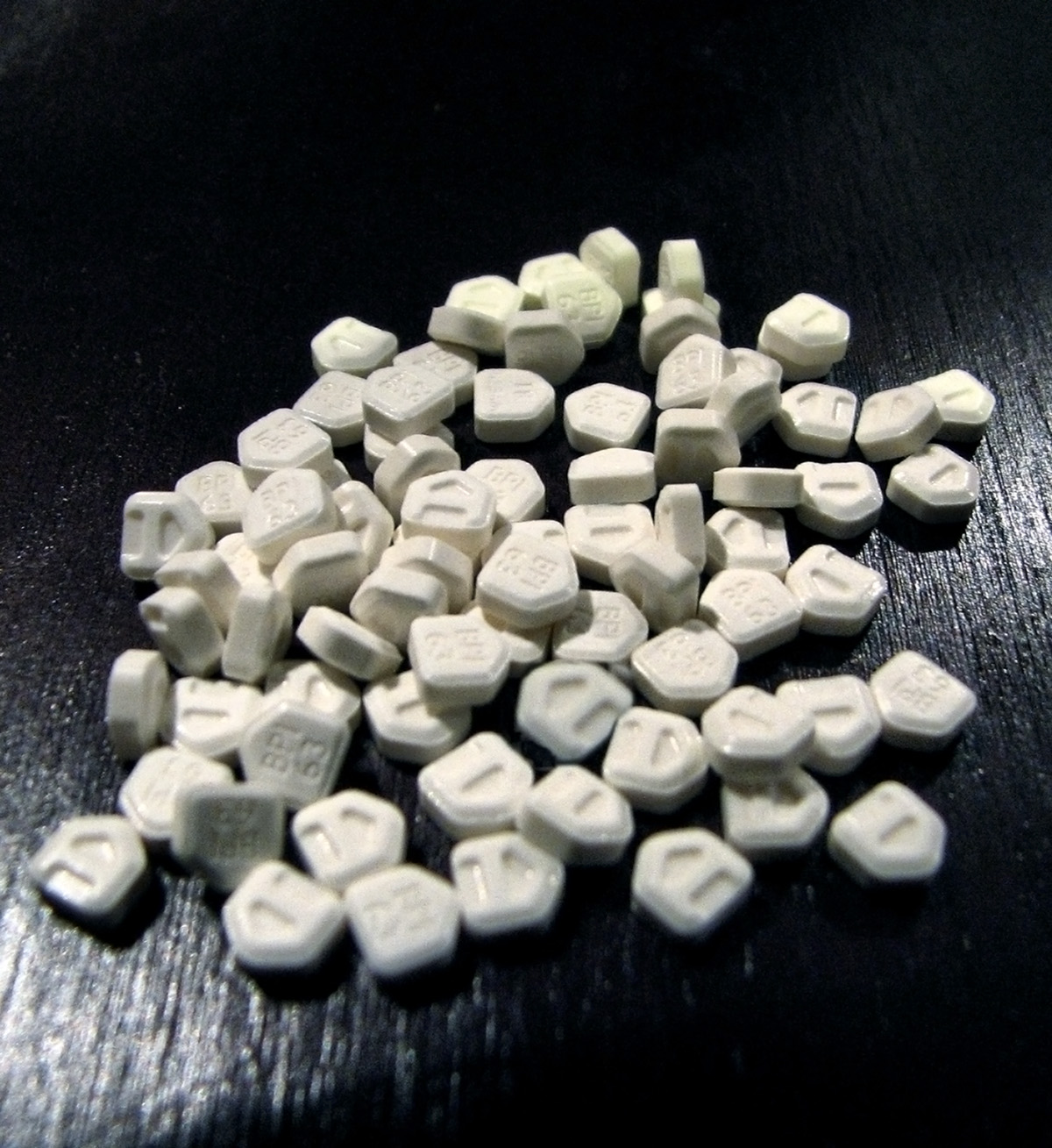
アチバン 0.5 mg 錠

ロラゼパム（英: Lorazepam）は、ベンゾジアゼピン系の抗不安薬である。持続時間は中程度で、排出半減期は約12時間。日本ではファイザー社からワイパックス (Wypax) のほか、後発医薬品も販売され、適応は神経症や心身症における不安・緊張・抑うつである。
ベンゾジアゼピンの中で、ロラゼパムは比較的依存する可能性が高い。連用により依存症、急激な量の減少により離脱症状を生じることがある。向精神薬に関する条約のスケジュールIVに指定されている。麻薬及び向精神薬取締法の第三種向精神薬である。

## 適応
日本での適応は以下である。
- 神経症における不安・緊張・抑うつ
- 心身症（自律神経失調症、心臓神経症）における身体症候と、不安・緊張・抑うつ

製品名：ロラピタ静注2mg
- てんかん重積状態

### イギリスでのプロトコル
1990年代にイギリスでは、患者を鎮静させる目的での大量の抗精神病薬の投与が、拘束された患者へ筋肉注射で行われたため、死亡する危険性が発覚し、ほとんどの集中治療室 (ICU) において、緊急時の鎮静のためのプロトコルが作成された。第一選択薬の傾向はロラゼパムであり、鎮静作用のある非定型抗精神病薬は循環器の副作用のため適さない。

## 副作用
主な副作用としては以下の通り。
- 眠気
- 倦怠感や脱力感
- 頭痛
- めまい
- 集中力の低下

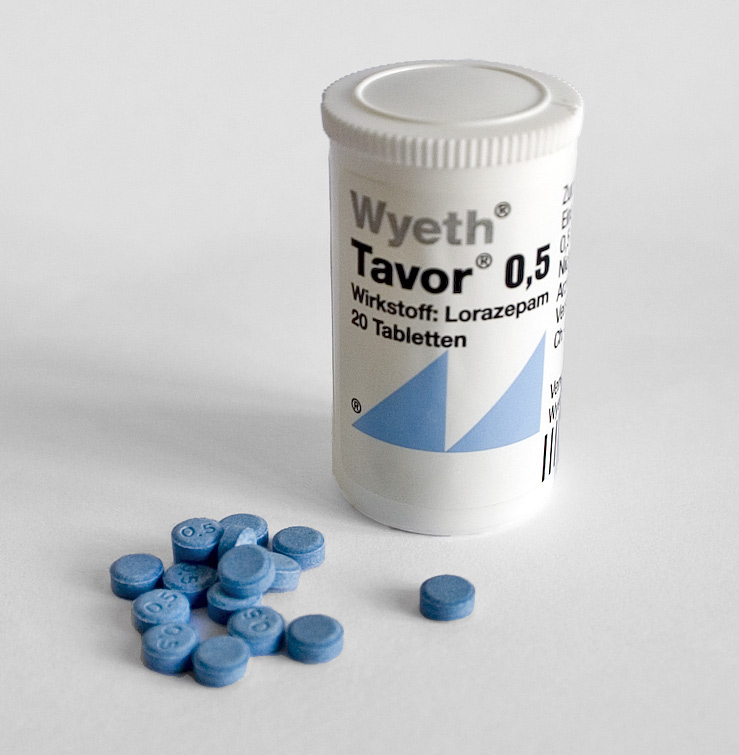
タボール 0.5 mg 錠

極端な多量服用や他の中枢神経抑制薬やアルコールとの併用の場合、呼吸抑制などの危険な副作用を起こす時もある。
ベンゾジアゼピン類薬物には催奇形性が多少あるとされており、胎盤通過性がよく、出生直後に胎児に離脱症状が生じるなどの影響が出る場合がある。
また、乳汁中に薬剤が移行するので、授乳期の使用にも注意を要するものである。乳児に嗜眠や傾向、体重減少、呼吸抑制の症状が生じる場合があるためである。

## 依存性
日本では2017年3月に「重大な副作用」の項に、連用により依存症を生じることがあるので用量と使用期間に注意し慎重に投与し、急激な量の減少によって離脱症状が生じるため徐々に減量する旨が追加され、厚生労働省よりこのことの周知徹底のため関係機関に通達がなされた。奇異反応に関して、錯乱や興奮が生じる旨が記載されている。医薬品医療機器総合機構からは、必要性を考え漫然とした長期使用を避ける、用量順守と類似薬の重複の確認、また慎重に少しずつ減量する旨の医薬品適正使用のお願いが出されている。調査結果には、日本の診療ガイドライン5つ、日本の学術雑誌8誌による要旨が記載されている。
以下のような副作用が起こる時もある。
- 長期の服用による依存や耐性
- 長期服用後の離脱症状として、体の震えや不調、不安感、抑うつ症状など

長期服用後、いきなり服用をやめると、中断症状として上記のような症状のほか、様々な副作用が起きる可能性がある。一般的に、服用期間が長期間になればなるほど、服用量が多ければ多いほど、離脱症状が起こる確率は高い。
依存症はベンゾジアゼピンによって4週間治療を受けている人の3分の1に発生する。高用量・長期間の服用者はベンゾジアゼピン依存症の起こるリスクが高い。ロラゼパム・アルプラゾラム・トリアゾラムなどは依存を起こす可能性が最も高い。 
ベンゾジアゼピンの中で、ロラゼパムは比較的依存の危険性が高い
通常は離脱症状が出るのを抑えるため、徐々に薬を減らしていくのが一般的である。また、離脱症状を抑えるために交差耐性の性質を利用し、他の超長時間作用型ベンゾジアゼピン類に置換後、漸減していく方法もある。ただし、元々依存や耐性の可能性が少ない頓服の場合、この限りではない。